# Шварцвальдський музей просто неба
48°16′19″ пн. ш. 8°11′48″ сх. д. / 48.27183° пн. ш. 8.196802° сх. д.

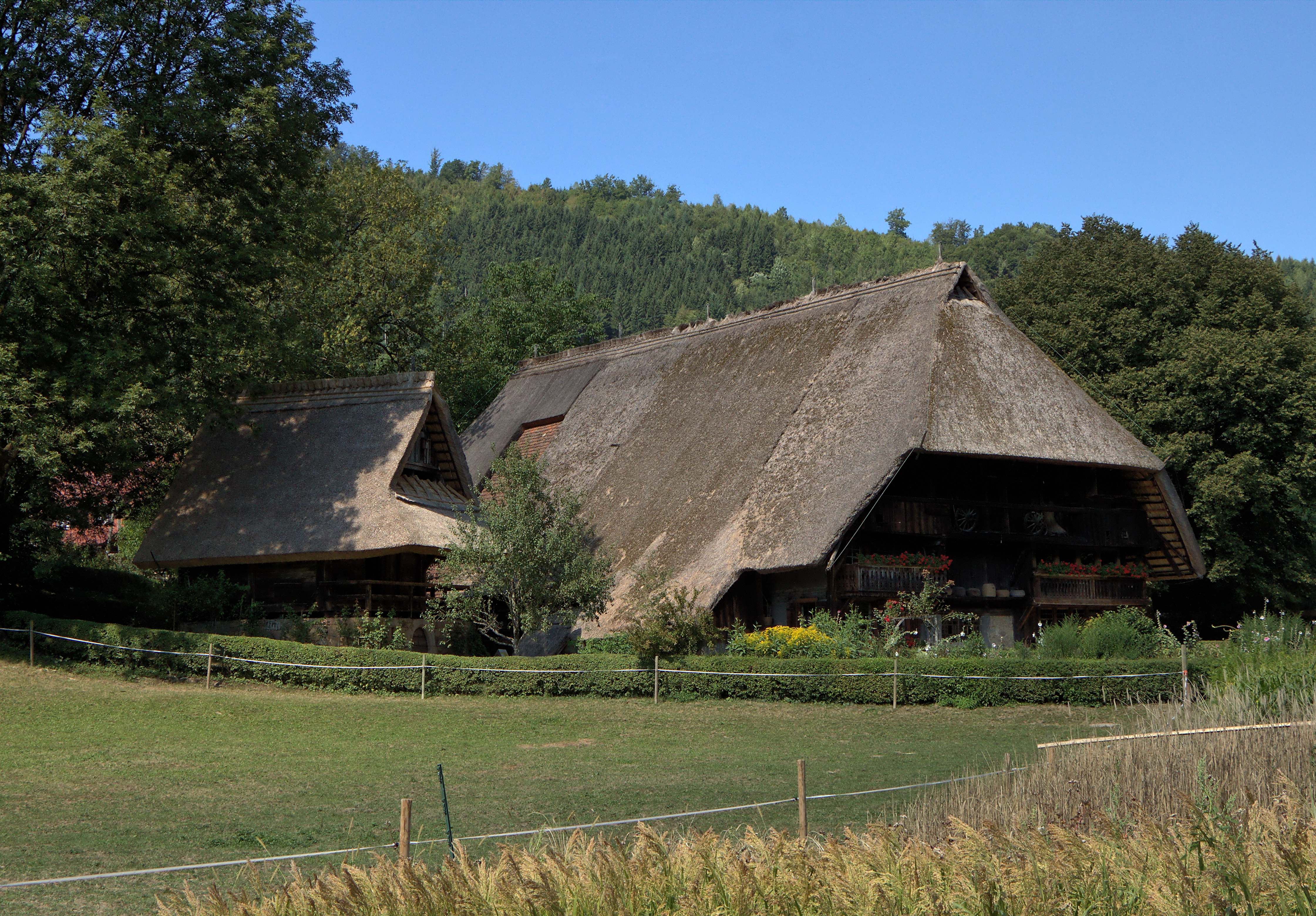
Садиба Фогтсбауернгоф 1612 року

Шварцвальдський музей просто неба (нім. Schwarzwälder Freilichtmuseum Vogtsbauernhof) — музей просто неба, розташований між Гаузахом і Гутахом у Шварцвальді (Німеччина). 

Центром музею є фермерський будинок Фогтсбауернгоф 1612 року, який побудовали на цьому місці. 
 
Інші будівлі з Шварцвальду були розібрані, перевезені до музею та знову зібрані. 
З моменту відкриття в 1964 році музей відвідало понад 16 мільйонів відвідувачів. 

## Пам'ятки
Є шість повністю мебльованих фермерських будинків:
- Фогтсбауернгоф – побудований на місці, висота 260 м НРМ, в 1612 році. Всередині є виставка типових робіт, виконаних мандрівними майстрами.
- Гоценвальдгауз – з Гоценвальду, висота 920 м НРМ. Побудований в 1756 р. Виставка текстильних ремесел Шварцвальду.
- Фалькенгоф – з долини Драйзаму, висота 530 м НРМ. Побудований в 1737 році. Виставки присвячені молочному скотарству та тваринництву в Шварцвальді та порівнянню історичних і сучасних джерел світла.
- Шауїнсландгауз – з Шауїнсланду, висота 1100 м НРМ. Побудований в 1730 р. Виставка деревообробного ремесла.
- Гіппензеппенгоф – з Фуртванген-Катценштайг, висота 920 м НРМ. Побудований в 1599 році. Виставки годинників і традиційних костюмів Шварцвальду.
- Лоренценгоф – з Обервольфаха в долині Кінциг, 350 м. Побудований в 1608 р. Виставки лісового господарства та склодувної справи та колекція місцевого каменю та мінералів.[4]

Існує також Ортенаугауз з Дурбаха. 
Фахверковий житловий будинок побудовано в 1775 році та відреставровано в 1961 році. 
Меблі з 1961 року демонструють життя XX століття. 

Інші будівлі: оселя для поденників (1819) та господарські будівлі — млин (1609), тартак (1673),  ятки, каплиця (1736), комора (1601–1746) і будинок для бабусі (Лайбгедінггауз, 1652).
Навколо будівель знаходяться сільськогосподарські тварини та трав'яний сад із понад 130 лікарськими травами. Демонстрації виставок ілюструють ремесла, знаряддя праці, звичаї, традиції, працю та побут колишніх часів. 

## Історія
Музей відкрито в 1964 році, як перший музей просто неба у Баден-Вюртемберзі. 
Ключовими подіями в історії музею є:
- 1963 р.: Заснування музею та початок реставрації садиби Фогтсбауернгоф
- 1964 р.: Відкриття садиби Фогтсбауернгоф та її господарських будівель
- 1966 р.: Відкриття садиби Гіппензеппенгоф та її господарських будівель
- 1972 р.: Відкриття садиби Лоренценгоф
- 1980 р.: Відкриття садиби Гоценвальд
- 1982 р.: Відкриття садиби Шауїнсланд
- 1996 р.: Музей перетворено на підприємство
- 1999 р.: Відкриття садиби Фалькенгоф
- 2002 р.: Відкриття поденного котеджу «Віртстоніс»
- 2006 р.: Відкриття нового корпусу приймальні
- 2010 р.: Відкриття нового ігрового майданчика Adventure
- 2014 р.: Відкриття залізничної станції Гутах-Фрайліхтмузойм[6]

## Режим роботи
Музей відкритий щодня з кінця березня до початку листопада. 
Сайт музею стверджує, що музей є найвідвідуванішим музеєм просто неба у Німеччині та одним із найвідвідуваніших у всій Європі з понад 250 000 відвідувачів на рік. 
З моменту відкриття музей відвідало понад 13,5 мільйонів відвідувачів. 

## Галерея

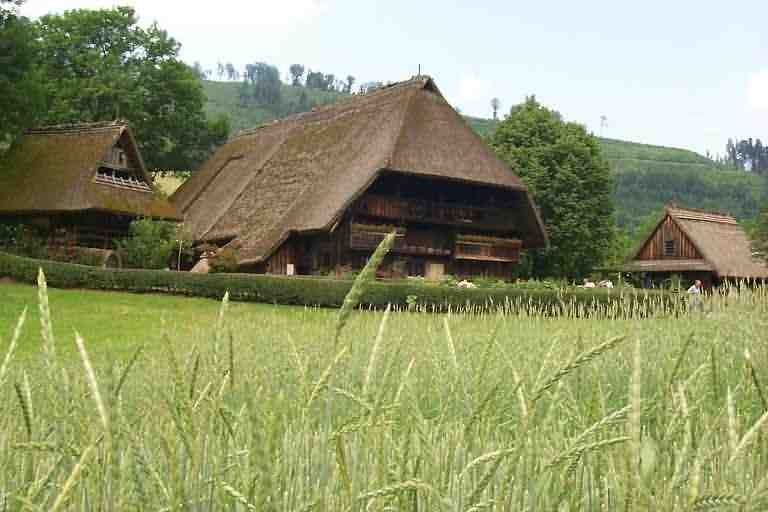
Фогтсбауернгоф — єдина ферма в музеї, яка все ще стоїть на своєму початковому місці . [ 3 ].
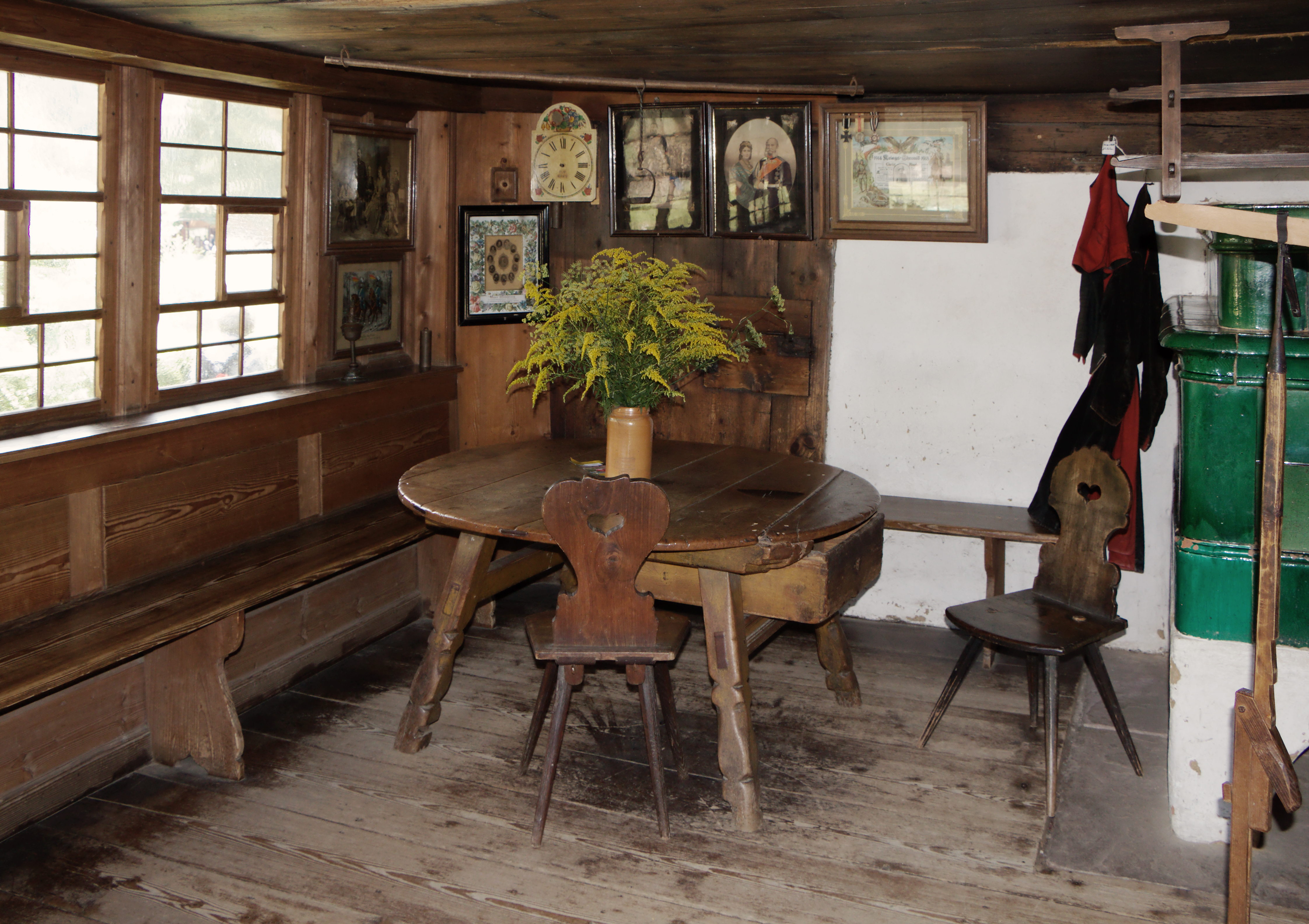
Всередині Фогтсбауернгофу
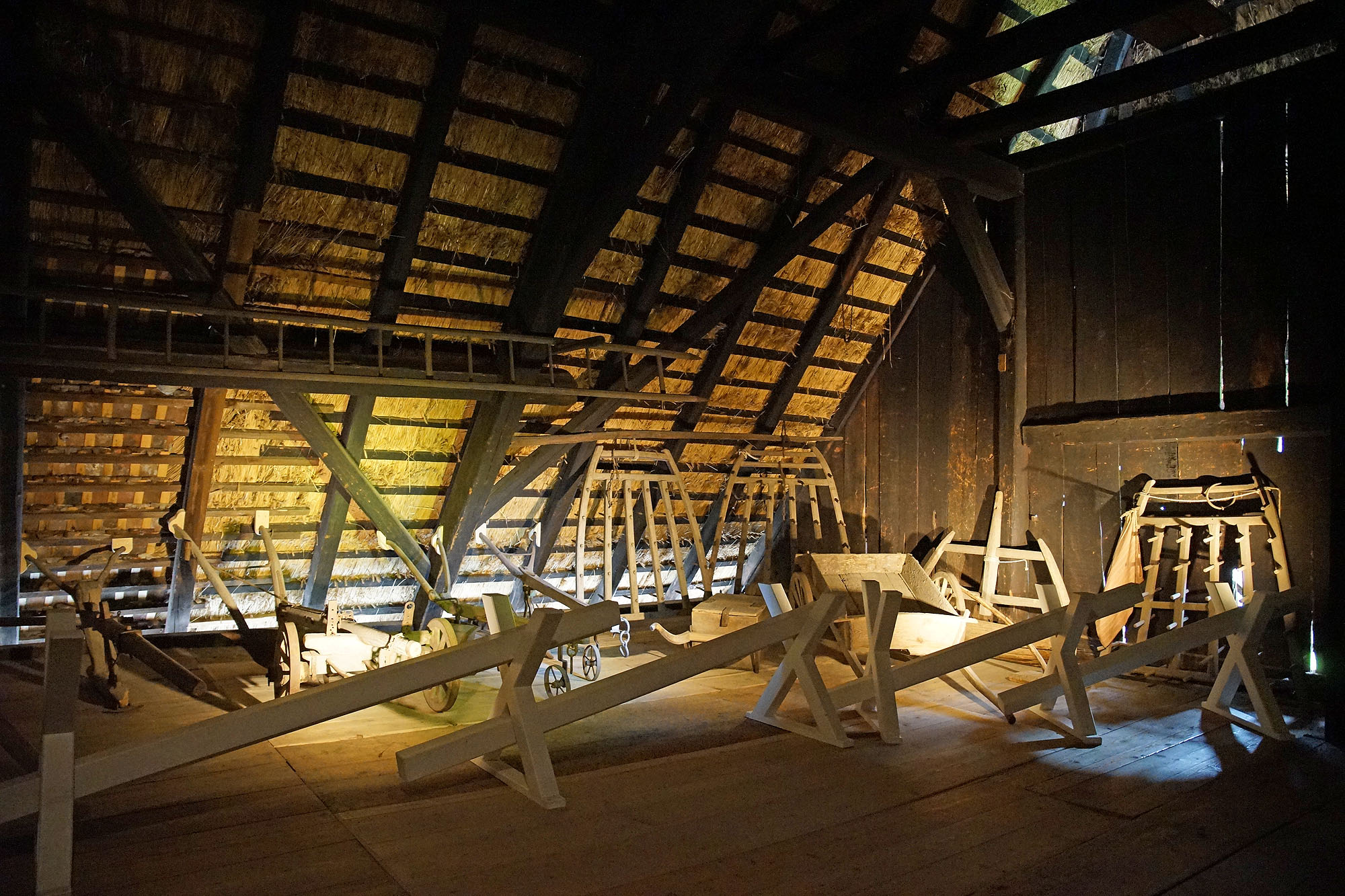
Всередині Фогтсбауернгофу
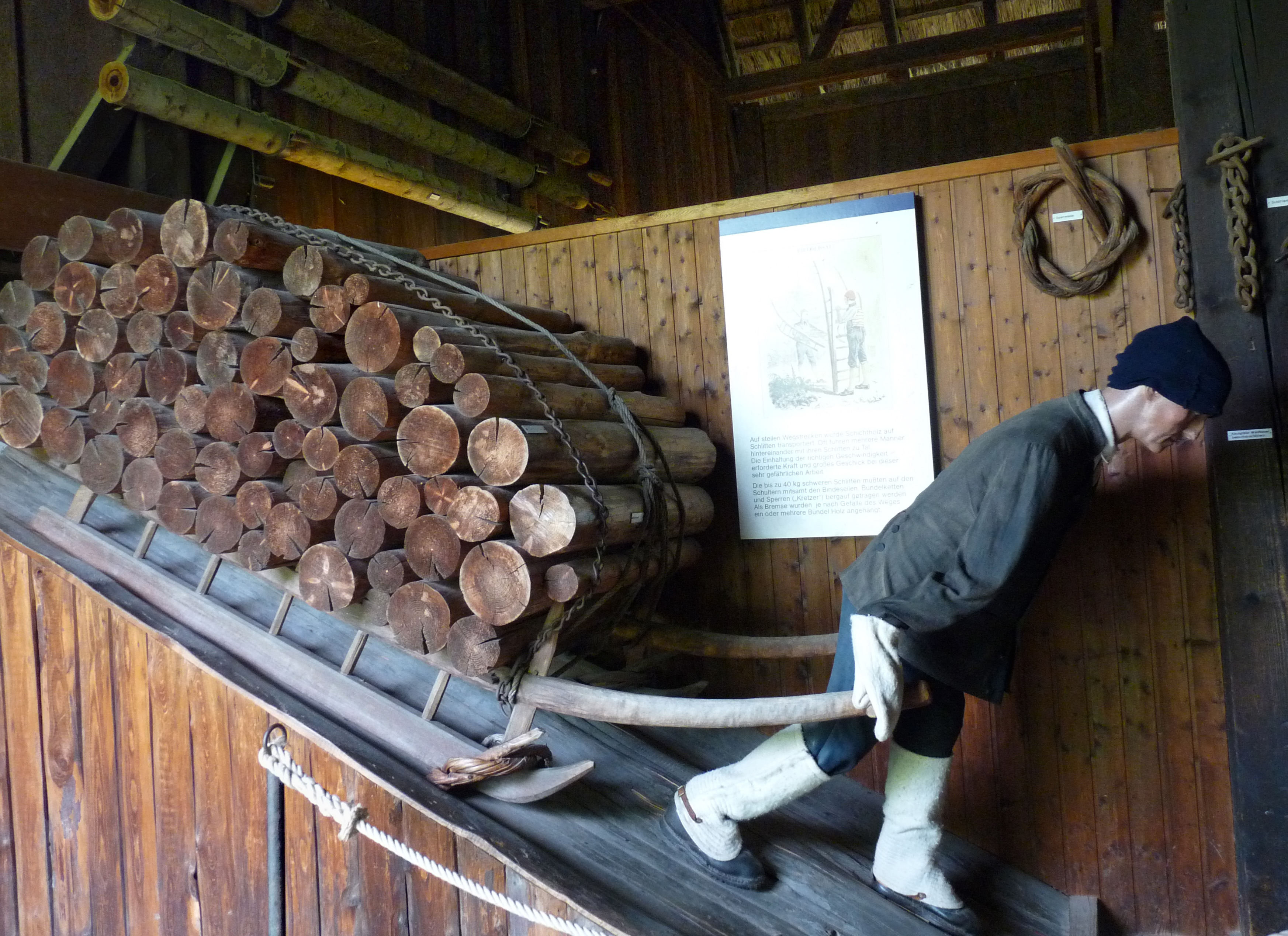
Всередині Фогтсбауернгофу: сцена робітника по дереву
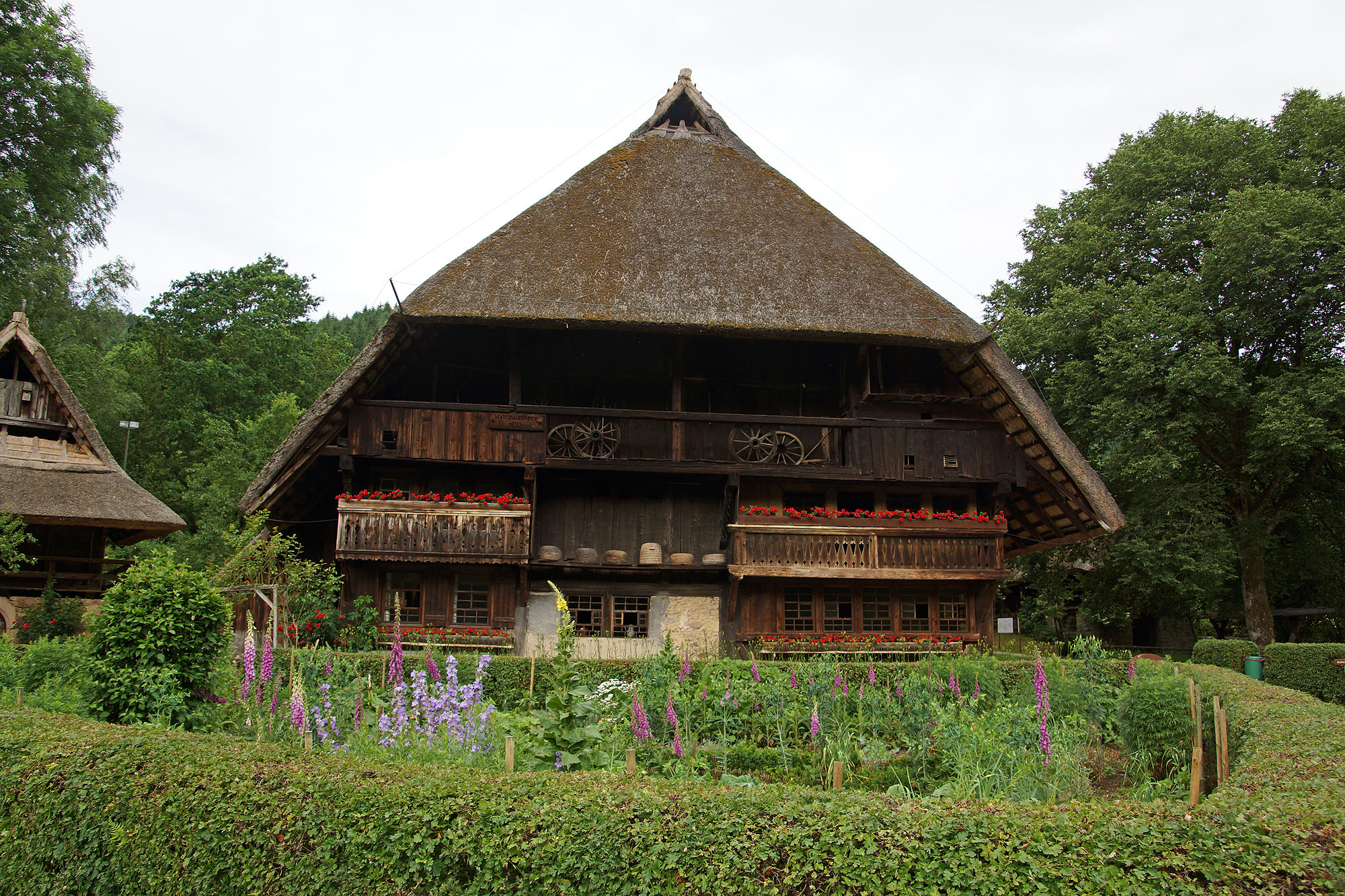
Фогтсбауернгоф із зовні